# Manuel Vázquez Hueso
Manuel Vázquez Hueso (Churriana de la Vega, 31 de març de 1981) és un ciclista espanyol que fou professional des del 2006 i fins al 2010. El seu millor èxit fou la victòria final a la Volta a l'Alentejo.
A l'abril de 2010 es va anunciar que havia donat positiu per EPO en un control realitzat el mes anterior. Va ser suspès i apartat de l'equip.

## Palmarès
- 1999
  - 1r a la Copa d'Espanya de ciclisme
- 2003
  - Vencedor d'una etapa a la Volta a Lleó
- 2004
  - Vencedor d'una etapa a la Volta a Galícia
- 2005
  - Vencedor d'una etapa a la Volta a Extremadura
  - Vencedor d'una etapa a la Volta a Tenerife
- 2006
  - Vencedor d'una etapa a la Volta a La Rioja
- 2007
  - 1r a la Volta a l'Alentejo i vencedor d'una etapa
- 2008
  - Vencedor d'una etapa a la Volta a la Comunitat Valenciana
  - Vencedor d'una etapa a la Rothaus Regio-Tour

### Resultats a la Volta a Espanya
- 2007. 49è de la classificació general
- 2009. 15è de la classificació general